# Julian Schieber
Julian Schieber (tyskt uttal: [ˈdʒyː.lɪ.aːn ˈʃiːˈbɐ]), född 13 februari 1989 i Backnang, är en tysk före detta fotbollsspelare.

## Spelarkarriär

### VfB Stuttgart
Schieber gjorde sin Bundesliga-debut i en match på Energie Cottbus den 6 december 2008. Den 21 januari 2009 förlängde han sitt kontrakt hos VfB Stuttgart fram till sommaren 2011.
I februari 2009 gjorde Schieber sin första Europamatch (UEFA-cupen) för Stuttgart mot Zenit Sankt Petersburg. Den 15 augusti 2009 gjorde han sitt första mål i Bundesliga mål i Baden-Württemberg–derbyt mot SC Freiburg. Schieber blev tvåmålsskytt den 26 september 2009 i en match i Frankfurt am Main mot Eintracht Frankfurt.
I juli 2010 lånades Schieber ut till 1. FC Nürnberg för resten av säsongen.

### Borussia Dortmund
Under säsongen 2012/2013 flyttade Schieber till Borussia Dortmund.
Den 4 december 2012 gjorde han sitt första mål i Europaspel i en 1-0–seger för Dortmund mot Manchester City. I april 2013 gjorde Schieber två mål i en 4-2–seger för Dortmund mot FC Augsburg.
Den 27 juli 2013 vann Schieber DFL-Supercup med Dortmund efter att ha vunnit med 4-2 mot rivalerna Bayern München.

## Landslagskarriär
Schieber debuterade för det tyska U21-landslaget den 4 september 2009 mot San Marino, en 6-0–seger i vilken han gjorde två mål.